# Keplerplatz
Keplerplatz – jedna ze stacji metra w Wiedniu na linii U1. Została otwarta 25 lutego 1978. 
Znajduje się w 10. dzielnicy Wiednia, Favoriten, pod deptakiem Favoritenstraße. Stacja składa się z peronu wyspowego i rozciąga się pomiędzy Raaber-Bahn-Gasse i Gudrunstrasse.